# Kanton Audenge
Kanton Audenge (fr. Canton d'Audenge) je francouzský kanton v departementu Gironde v regionu Akvitánie. Tvoří ho osm obcí.

## Obce kantonu
- Andernos-les-Bains
- Arès
- Audenge
- Biganos
- Lanton
- Lège-Cap-Ferret
- Marcheprime
- Mios